# Chrysopilus apicalis
Chrysopilus apicalis är en tvåvingeart som beskrevs av Wulp 1882. Chrysopilus apicalis ingår i släktet Chrysopilus och familjen snäppflugor.
Artens utbredningsområde är Guadeloupe. Inga underarter finns listade i Catalogue of Life.